# Viavenator
Viavenator („lovec u cesty“) je rod dávno vyhynulého abelisauridního teropodního dinosaura z kladu Furileusauria, žijícího v období pozdní křídy na území současné Argentiny.

## Popis
Viavenator byl středně velkým dravým dinosaurem. Měřil kolem 5,5 metru na délku a žil v období pozdní křídy (asi před 85 miliony let) na území dnešní Argentiny (geologické souvrství Bajo de la Carpa). Tento druh byl popsán roku 2016 týmem paleontologů a je považován za jakousi přechodnou vývojovou formu mezi ranými typy abelisauridů z období turonu a koňaku a pozdějšími abelisauridy z kampánu. Představuje další druh do již známé plejády jihoamerických abelisauridů. Zřejmě šlo o druh příbuzný rodům Carnotaurus, Abelisaurus nebo Aucasaurus, zejména pak ale rodům Llukalkan, Niebla a Caletodraco. Jediným dnes známým druhem je V. exxoni. Jinak jej charakterizují četné typické znaky skupiny - relativně vysoká a krátká hlava a velmi krátké přední končetiny.

## Paleobiologie
V listopadu roku 2020 byla publikována odborná studie o objevu fosilních kostí neidentifikovaného titanosaurního sauropoda, jevících stopy po okusu středně velkým teropodem. V rámci velikosti a umístění rýh je pravděpodobné, že původcem byl právě zástupce druhu V. exxoni, který sauropoda (ať již zdechlinu nebo ulovený exemplář) pojídal.